# Phyllopodopsyllus hardingi
Phyllopodopsyllus hardingi är en kräftdjursart som först beskrevs av John Septimus Roe.  Phyllopodopsyllus hardingi ingår i släktet Phyllopodopsyllus och familjen Tetragonicipitidae. Inga underarter finns listade i Catalogue of Life.